# Fletcher FBT-2
Die Fletcher FBT-2 war ein militärisches Schulflugzeug des US-amerikanischen Herstellers Fletcher Aviation.

## Geschichte und Konstruktion
Die FBT-2 war ein Tiefdecker mit festem Spornradfahrwerk. Lehrer und Schüler saßen hintereinander unter einer geschlossenen Cockpithaube. Das Flugzeug war durchgehend aus Sperrholz gefertigt und die Tragflächen, ebenso wie das Leitwerk, austauschbar. Ein Prototyp wurde für militärische Tests gebaut, die USAAF platzierte keine Bestellung als Schulflugzeug, sondern als ferngesteuerte Zieldrohne unter der Bezeichnung XPQ-11. Der Prototyp der FBT-2 wurde zu diesem Zweck mit einem Bugradfahrwerk und einem Funkfernsteuerempfänger ausgestattet. Zwei Chargen zu je 50 Drohnen wurden bestellt, aber bevor die Lieferungen beginnen konnten, zu Gunsten der PQ-8 Cadet storniert. Die USAAF nahm jedoch noch die bereits in Bau befindlich  PQ-11, allerdings ohne Motoren ab, stattdessen wurden Bombenladungen in ihrem Bug montiert, um für Gleitbombenexperimente als XBG-1 verwendet zu werden.

## Varianten

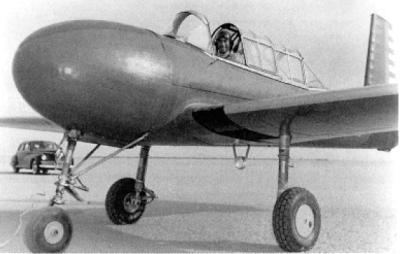
XBG-1, 1942

- FBT-2 – Anfängerschulflugzeug mit einem Wright R-760 Kolbenmotor und Spornradfahrwerk, 1 gebaut
  - CQ-1 – ferngesteuerte Drohne mit Bugradfahrwerk (1 umgebaut aus der FBT-2)
- PQ-11 – Flugzieldarstellungsdrohne mit Bugradfahrwerk und Pratt & Whitney R-985 Sternmotor (10 gebaut, jedoch nicht beendet)
  - XBG-1 – Gleitbombe mit 900 kg Gefechtskopf (10 aus unfertigen PQ-11 umgebaut)

## Militärische Nutzung
- Vereinigte Staaten
  - USAAF

## Technische Daten
| Kenngröße             | Daten (FBT-2)                              |
| --------------------- | ------------------------------------------ |
| Besatzung             | 2                                          |
| Länge                 | 7,09 m                                     |
| Spannweite            | 9,14 m                                     |
| Höhe                  | ? m                                        |
| Flügelfläche          | ? m²                                       |
| Leermasse             | ? kg                                       |
| max. Startmasse       | ? kg                                       |
| Höchstgeschwindigkeit | 280 km/h                                   |
| Reisegeschwindigkeit  | 280 km/h                                   |
| Dienstgipfelhöhe      | 5800 m                                     |
| Reichweite            | 540 km                                     |
| Triebwerke            | 1 × Wright R-760-E2 Kolbenmotor mit 212 kW |